# Hornická kulturní krajina Abertamy – Horní Blatná – Boží Dar
Hornická kulturní krajina Abertamy – Horní Blatná – Boží Dar je část krajinného celku v Krušných horách, která byla Ministerstvem kultury České republiky v souladu se zákonem o státní památkové péči prohlášena za krajinnou památkovou zónu opatřením ze dne 21. ledna 2014. Památkově chráněná zóna zaujímá rozlohu 5 220 ha na území měst Abertamy, Horní Blatná a Boží Dar v okrese Karlovy Vary v Karlovarském kraji, menšími částmi zasahuje též na území Jáchymova a Potůčků. Hornická kulturní krajina Abertamy – Horní Blatná – Boží Dar byla součástí česko-německého projektu Hornický region Erzgebirge/Krušnohoří, jehož cílem byl zápis krušnohorského montánního regionu na seznam Světového dědictví UNESCO, k čemuž došlo v roce 2019.

## Geografická poloha

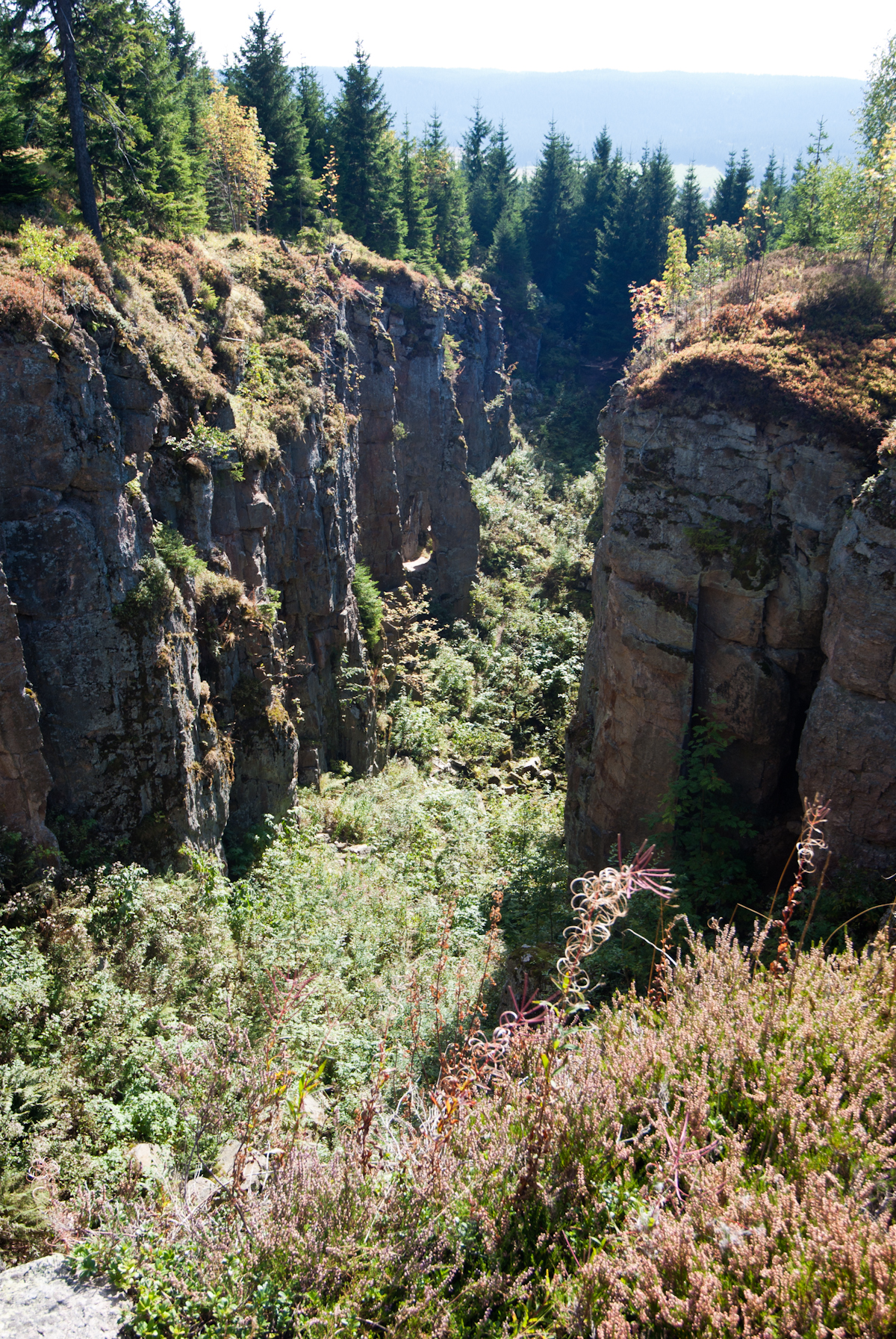
Vlčí jámy na Blatenském vrchu

Z geomorfologického hlediska leží Hornická kulturní krajina Abertamy – Horní Blatná – Boží Dar v geomorfologickém podcelku Klínovecká hornatina v Krušných horách. Památková zóna zahrnuje katastrální území Ryžovna (téměř celé), Boží Dar (celé), Hřebečná (téměř celé), Jáchymov (malá část), Abertamy (většina), Potůčky (malá část) a Horní Blatná (polovina).
Na severu je oblast vymezena česko-německou státní hranicí až k hraničnímu přechodu Český Mlýn – Rittersgrün. Z tohoto bodu hranice památkové zóny pokračuje směrem k jihovýchodu podél státní hranice, která v těchto místech zároveň obklopuje území přírodního parku Zlatý kopec. Nejvýchodnější část zóny je ohraničena státní hranicí s hraničním přechodem Boží Dar – Oberwiesenthal.
Odtud se stáčí hranice památkové zóny směrem na západ přes Božídarský Špičák k Hřebečné. Na jih od Hřebečné vytváří toto chráněné území výběžek, který zahrnuje město Abertamy. Západní část památkové zóny vymezuje oblast Horní Blatné a Blatenského vrchu s tzv. Vlčími jámami – starými dobývkami cínových rud – až k Blatenskému potoku a silnici č. 221 západně od skalnatých vrcholů Na Strašidlech.

## Předmět ochrany
Hornická kulturní krajina Abertamy – Horní Blatná – Boží Dar svou rozlohou výrazně převyšuje ostatní obdobné krajinné památkové zóny v Krušných horách. Zdejší hornická kulturní krajina zahrnuje množství montánních památek evropského významu. Počátky místních báňských revírů sahají do období přelomu 20. a 30. let 16. století, kdy zde krátce po založení Jáchymova vznikla tři další významná horní města – Horní Blatná, Abertamy a Boží Dar.

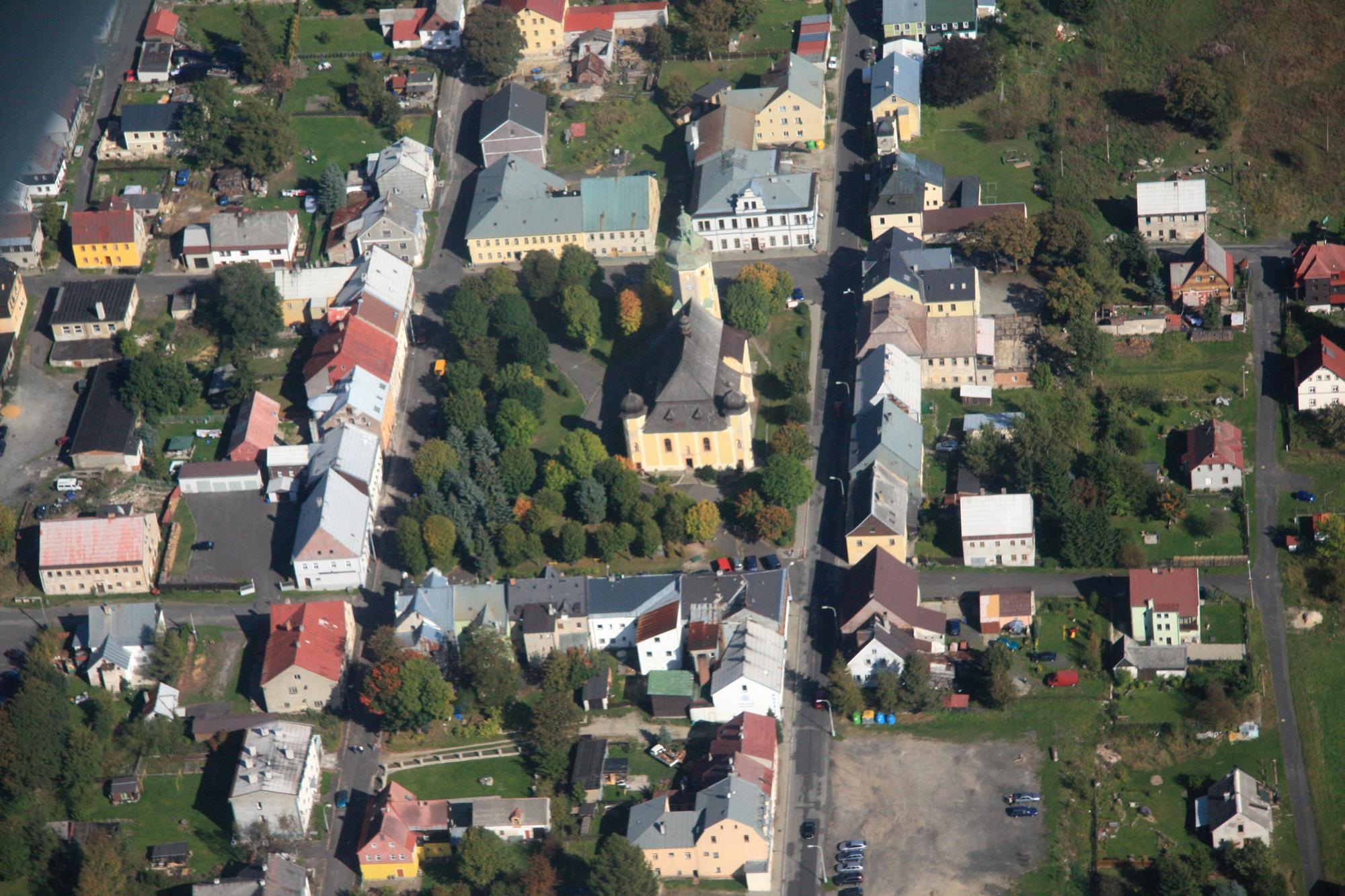
Letecký snímek centra Horní Blatné

Městská památková zóna Horní Blatná je příkladnou ukázkou plánovitě budovaného renesančního horního města na šachovnicovitém půdorysu. Samostatně je na území této městské památkové zóny evidována více než desítka světských i sakrálních památek, další památky se nacházejí v okolí města.
V oblasti rudních revírů Horní Blatná, Hřebečná a Bludná se dochovaly četné ukázky 400leté historie dolování cínových rud, jako například důl Zuzana (Susanne) u Bludné, propadlina dolu Červená jáma (Rote Grube), pinky v žilném pásmu Wildbahn a důl Mauritius u Hřebečné, která je místní části města Abertamy. Takzvané Vlčí jámy na Blatenském vrchu, chráněné jako přírodní památka, jsou pozůstatky největších cínových dolů v regionu, které se nacházely na žilách Wolfgang a Jiří u Horní Blatné. Neméně významná je oblast skarnového revíru Zlatý Kopec a cínového revíru Hrazený potok s historickými štolami, šachticemi, haldami a upravenými vodními toky. Charakteristické důlní území revíru Hrazeného potoka v prostoru mezi Komářím vrchem a Tetřeví horou, nedotčené pozdějším vývojem, bylo v roce 2015 prohlášeno kulturní památkou. Důležitým prvkem hornické krajiny u Božího Daru jsou sejpy coby pozůstatky zdejšího rozsáhlého rýžovaní cínových rud. Nejvýznamnější báňské vodohospodářské dílo v české části Krušných hor představuje na území krajinné památkové zóny unikátní, 11,6 km dlouhý Blatenský vodní příkop ze 16. století, který byl zapsán na seznam kulturních památek v Československu v roce 1981.

## Krušnohorské krajinné památkové zóny
Kromě Hornické kulturní krajiny Abertamy – Horní Blatná – Boží Dar byly v roce 2014 za krajinné památkové zóny v oblasti Krušných hor ještě prohlášeny Hornická kulturní krajina Jáchymov v Karlovarském kraji a rovněž Hornická kulturní krajina Krupka a Hornická kulturní krajina Háj – Kovářská – Mědník v Ústeckém kraji. Hlavním cílem vyhlášení těchto krajinných památkových zón je uchování obrazu těžby rud v oblasti Krušnohoří od 12. až do 20. století a zároveň také podpora udržitelného turismu a dalšího rozvoje uvedené oblasti.

## Světové dědictví UNESCO
Hornická krajina Abertamy – Horní Blatná – Boží Dar je jednou z pěti lokalit v Česku, které byly spolu s dalšími 17 oblastmi v Sasku zapsány pod souhrnným názvem Hornický region Erzgebirge/Krušnohoří 6. července 2019 na Seznam světového dědictví UNESCO.

## Fotogalerie

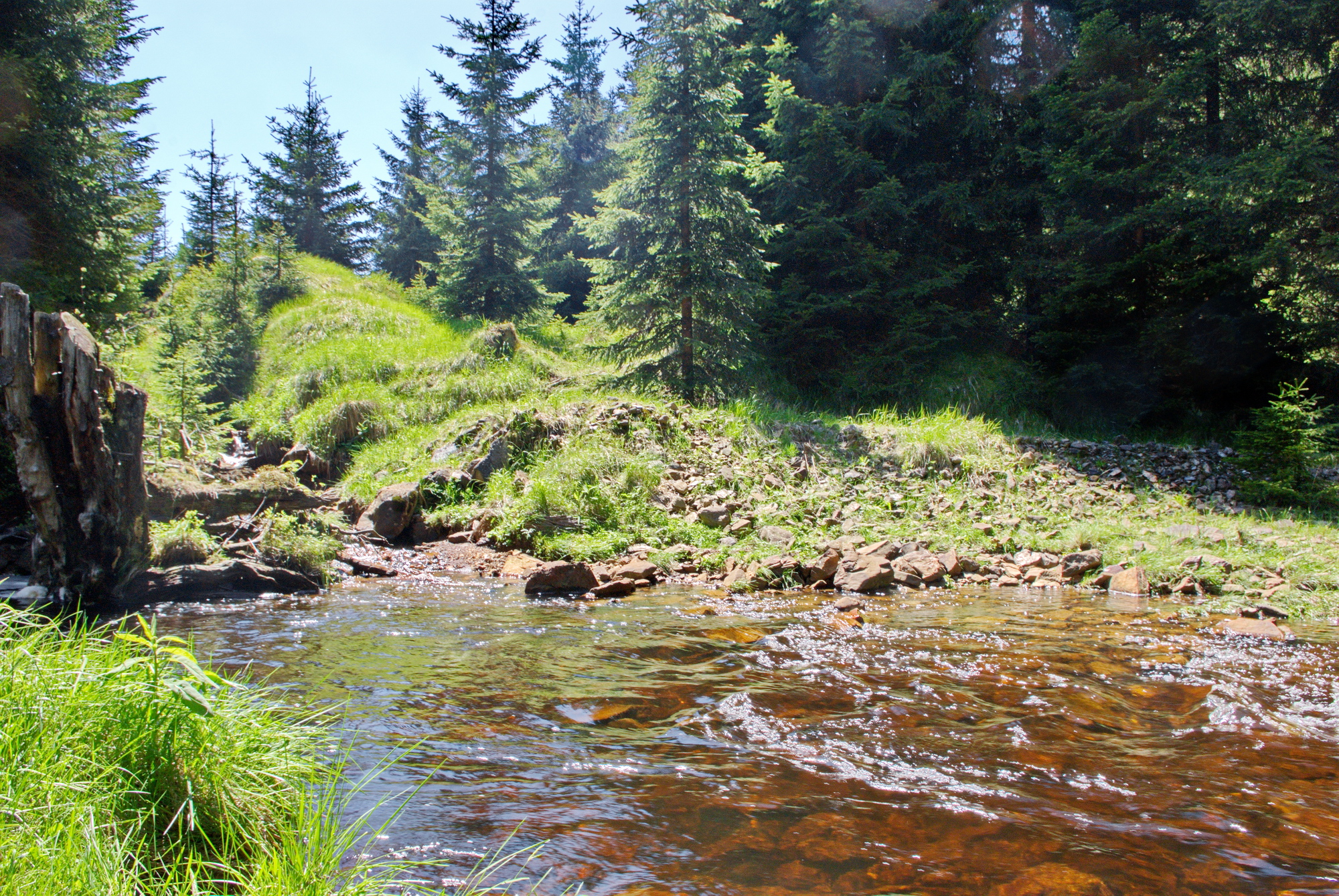
Řeka Černá u štoly Erzenengel Gabriel
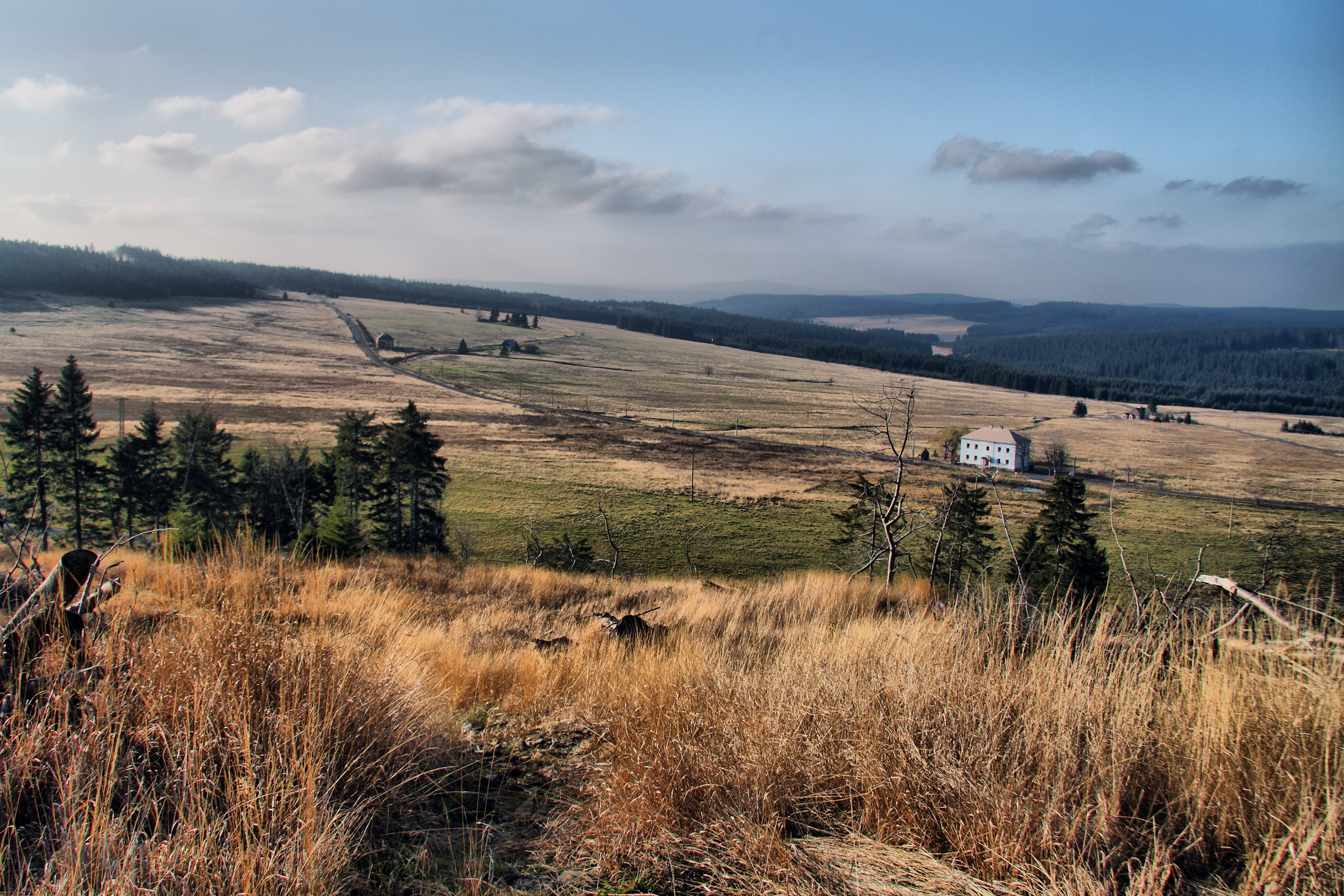
Krajina v oblasti Ryžovny
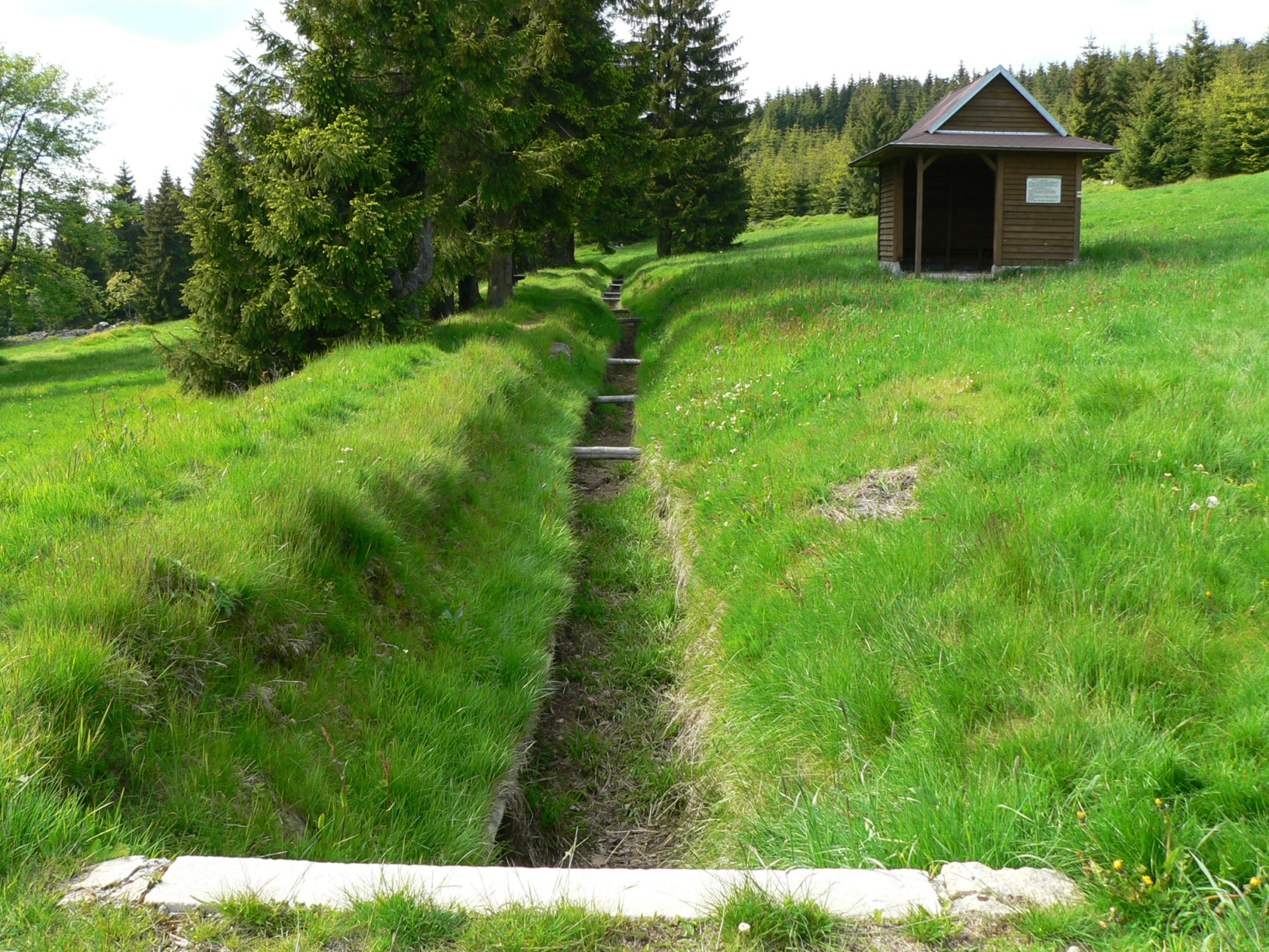
Blatenský vodní příkop u Horní Blatné
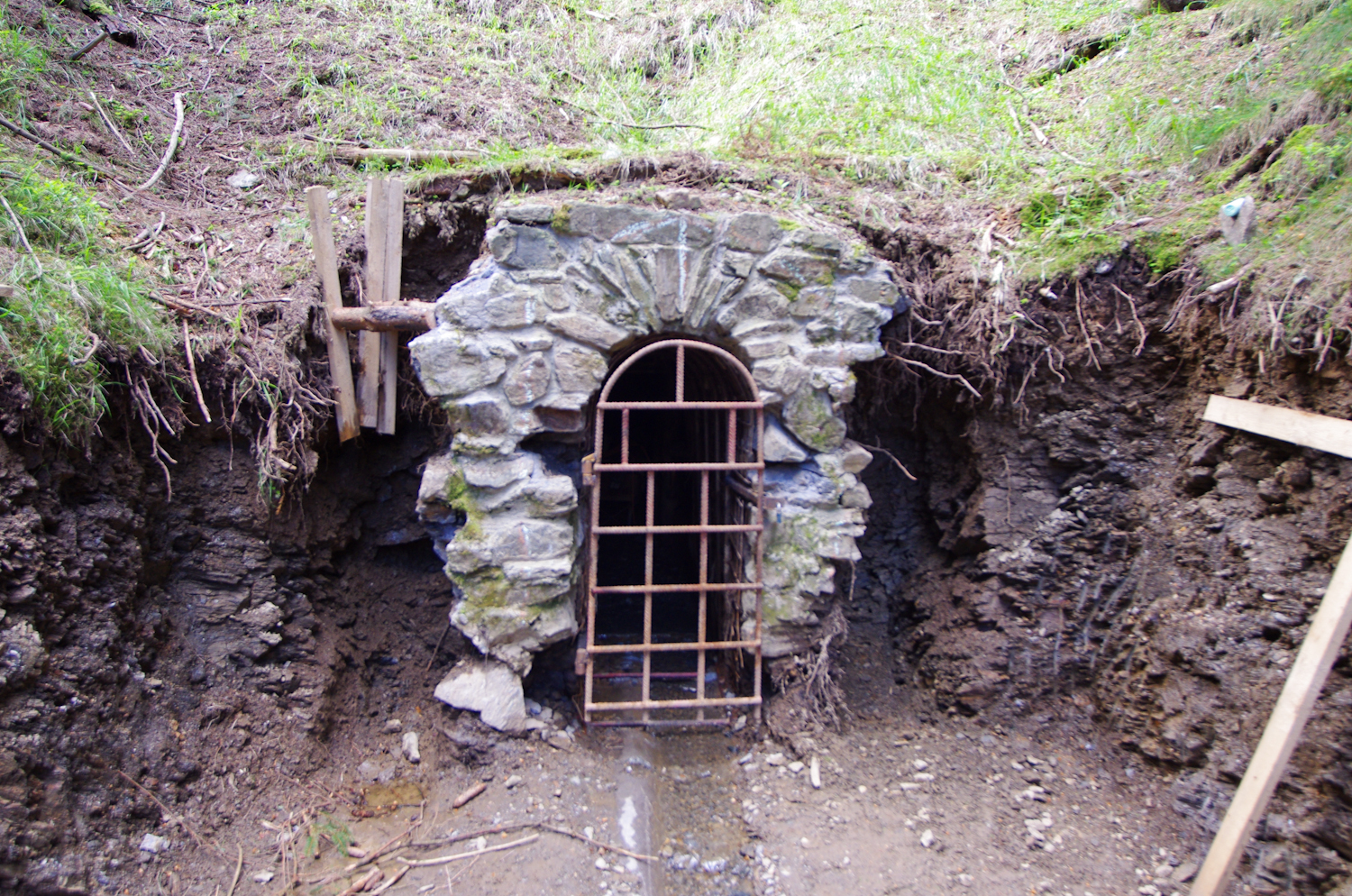
Portál štoly Johannes u Zlatého Kopce (r. 2013)
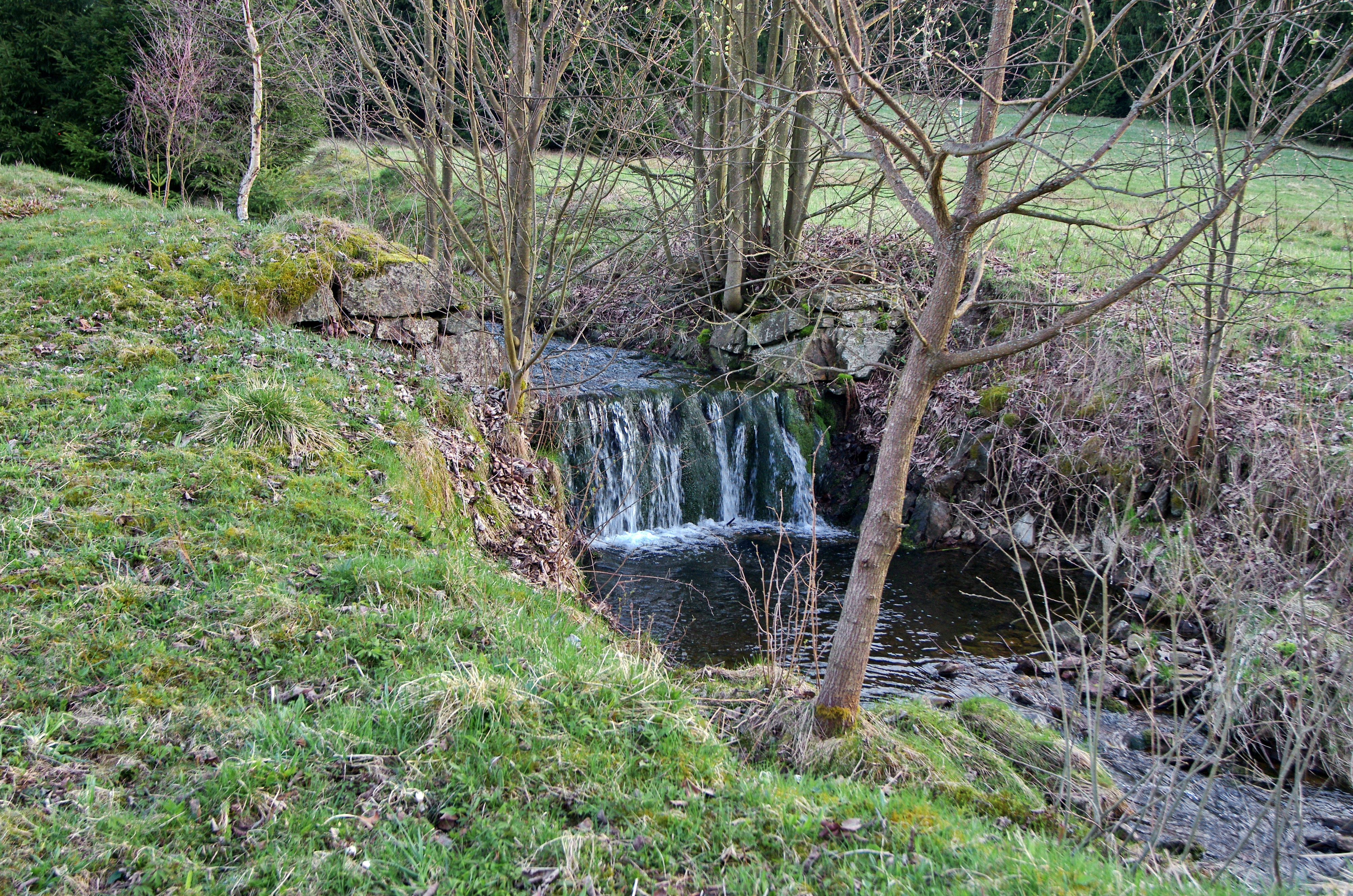
Hrazený potok v místě bývalé stoupovny
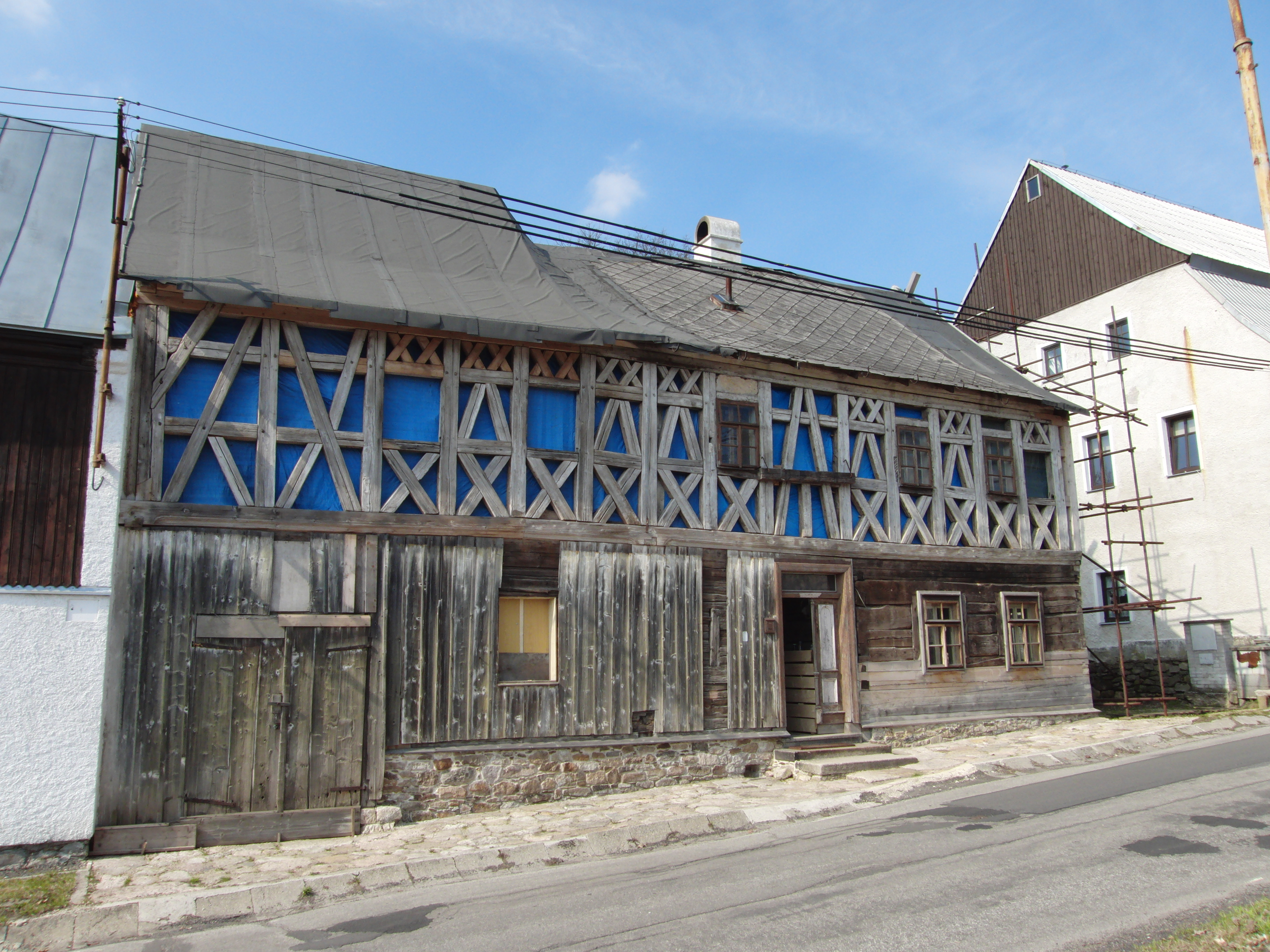
Hrázděný dům č. 29 v Horní Blatné
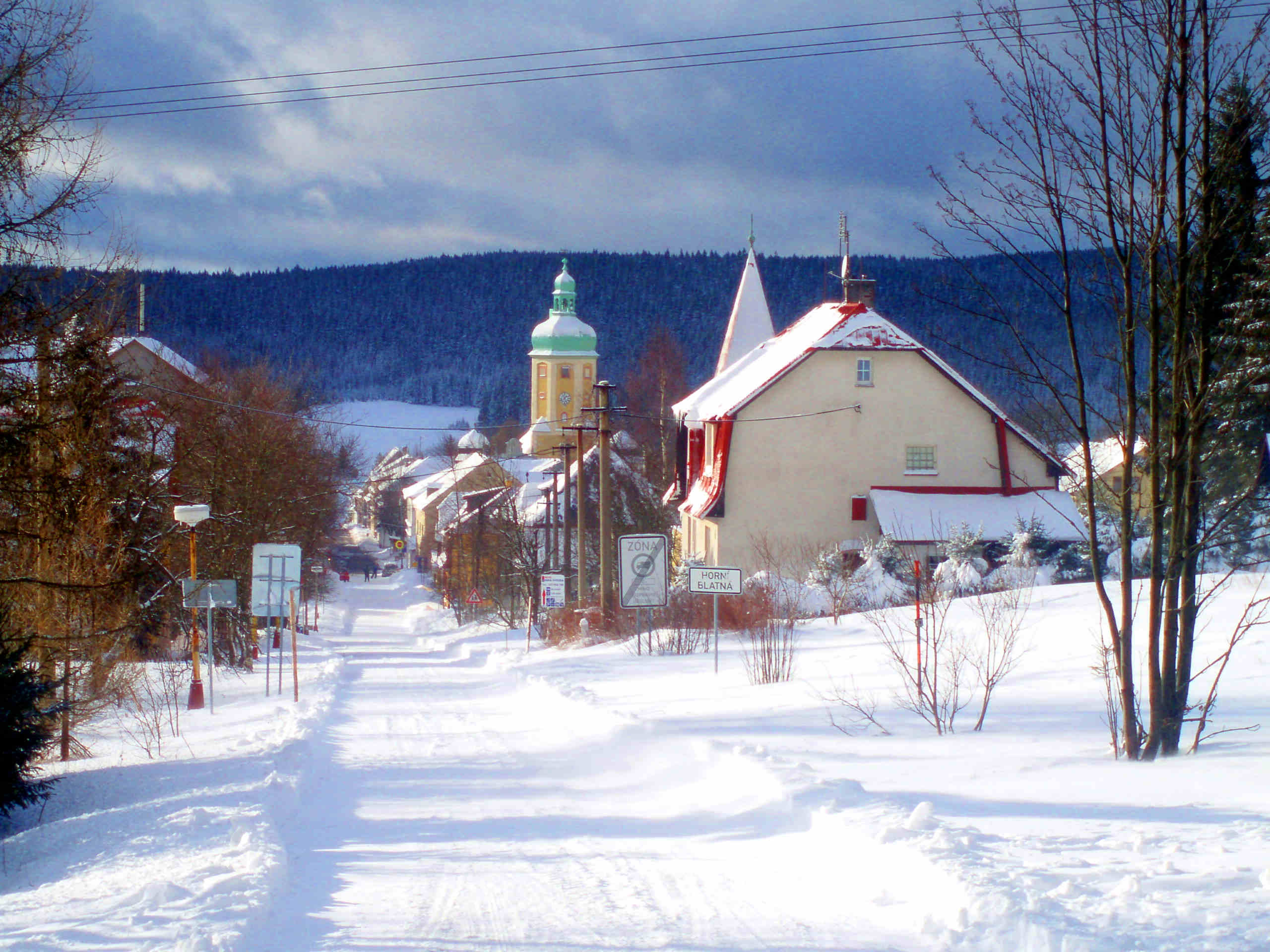
Horní Blatná s kostelem sv.  Vavřince v zimě
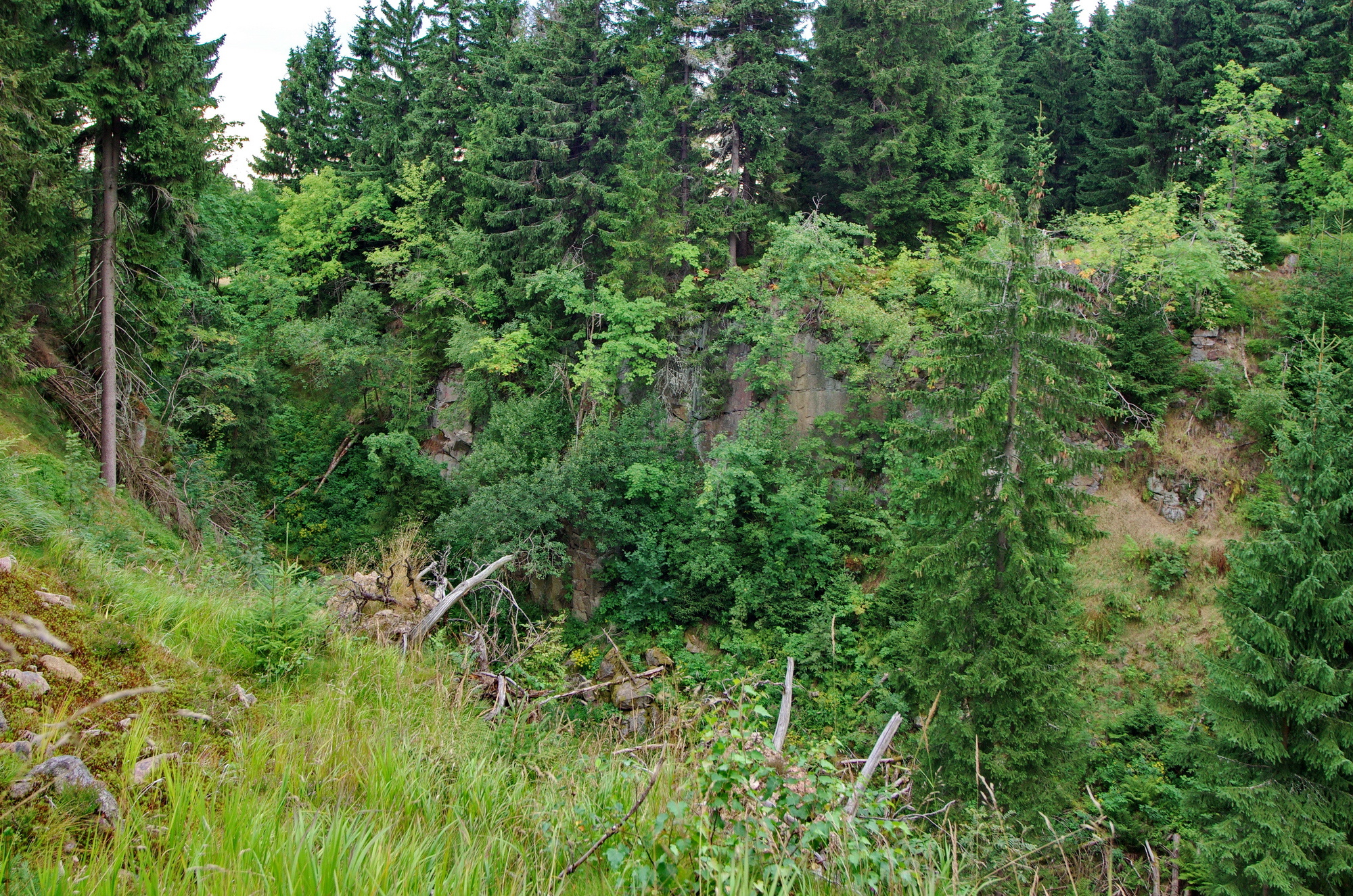
Propadlina dolu Červená jáma u Hřebečné
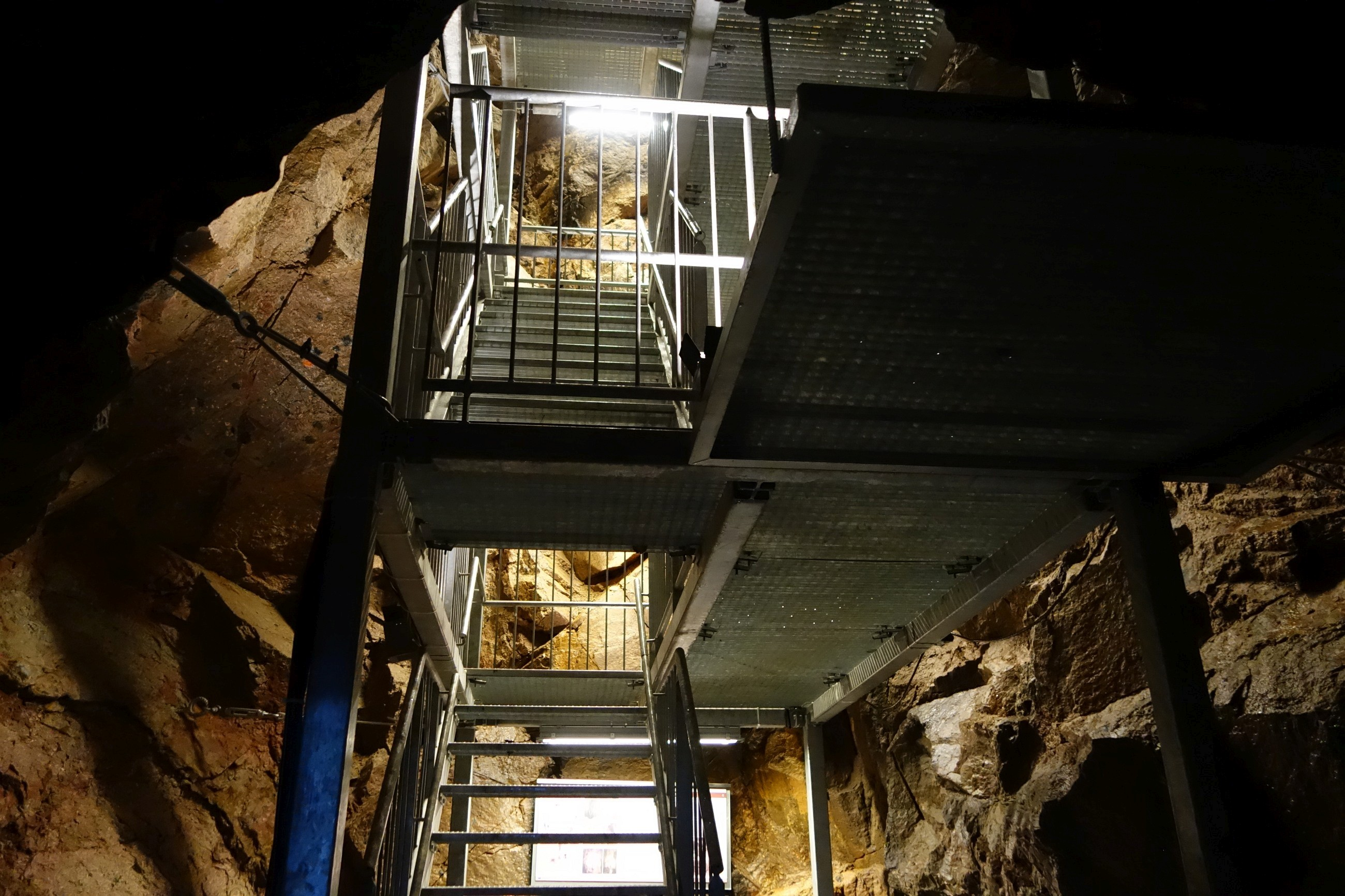
Nově upravený vstup do dolu Mauritius
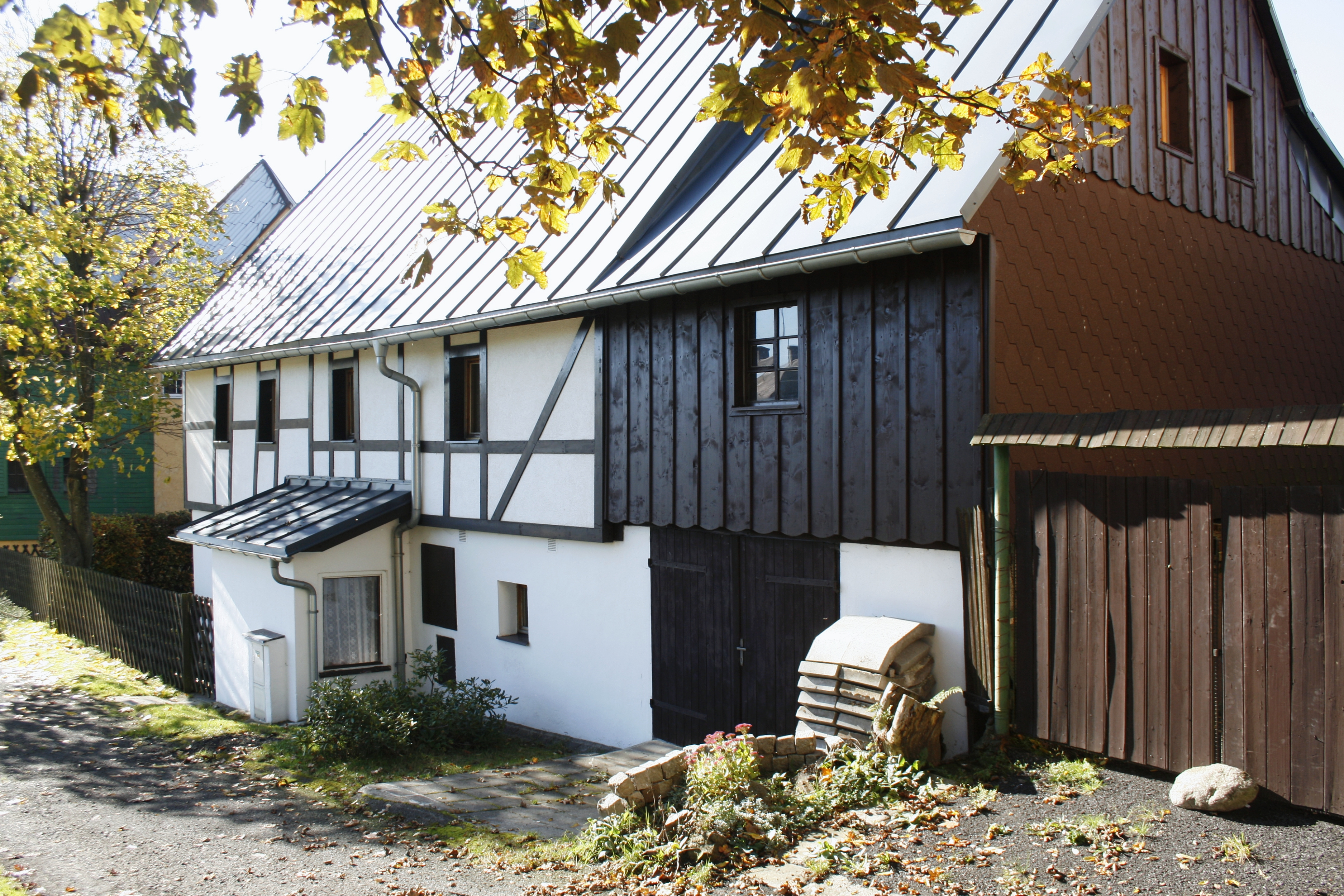
Hrázděný dům v Abertamech